# امزاسیا
امزاسیا (به لاتین: Amzacea) یک ک منطقهٔ مسکونی در رومانی است که در شهرستان کنستانتسا واقع شده‌است.